# Темпи
Темпи (на гръцки: Τέμπη) е малко равнинно село в едноименната община, а до 2011 г. е част от дем Амбелакия (на гръцки: Αμπελάκια) в Република Гърция, област Тесалия. 
Османското име на селото е Баба (на гръцки: Μπαμπά), а в селото се намира една от забележителностите на Османска Тесалия – Хасан Баба теке.
Районът на селото е известен с многобройните катастрофи – през 2003 г. до селото се обръща автобус с ученици, а на 28 февруари 2023 г. на участъка от железопътна линия Пирея – Солун до селото накъм съседното село Евангелисмос се случва най-тежката в историята на Гърция железопътна катастрофа.